# Ли Гван Джон
Ли Гван Джон (кор. 이광종; 1 апреля 1964, Республика Корея — 26 сентября 2016) — южнокорейский футболист и футбольный тренер, возглавлявший юношеские и молодёжные сборные Республики Кореи всех возрастов. В качестве главного тренера олимпийской сборной Республики Корея становился чемпионом Азиатских игр 2014 года.

## Биография

### Игровая карьера
На протяжении семи сезонов Ли Гван Джон играл за «Юкон Каккири», с которым в 1989 году выиграл чемпионский титул, а также Кубок корейской лиги в 1994 году.
Завершил карьеру в клубе «Сувон Самсунг Блюуингз», в котором играл в течение одного сезона.

### Тренерская карьера
Ли Гван Джон работал главным тренером со сборными Республики Корея всех возрастов, начав в 2003 году со сборной Республики Корея до 15 лет. Затем в 2004 году он в течение некоторого времени тренировал молодёжную сборную Южной Кореи.
В 2007 году Ли Гван Джон возглавил юношескую сборную Республики Корея, которую тренировал в течение двух лет. На юношеском чемпионате мира 2009 года он довёл сборную до 1/4 финала, в котором корейцы проиграли юношеской сборной Нигерии со счётом 3:1.
В 2010 году Ли Гван Джон возглавил молодёжную сборную Южной Кореи, с которой работал на двух молодёжных чемпионатах мира (МЧМ-2011, МЧМ-2013). В 2012 году, возглавляя молодёжную сборную, он выиграл молодёжный чемпионат Азии, а ранее завоевал бронзовые медали на молодёжном чемпионате Азии 2010 года. В 2013 году Ли Гван Джон вывел корейцев в 1/4 финала, где они проиграли молодёжной сборной Ирака в серии послематчевых пенальти, после того, как основное и дополнительное время матча завершилось со счётом 3:3.
Затем Ли Гван Джон работал главным тренером олимпийской сборной Республики Корея, в качестве которого выиграл футбольный турнир на Азиатских играх 2014 года. По ходу футбольного турнира сборная, возглавляемая Ли Гван Джоном, выиграла все 7 матчей (3 на групповом этапе и 4 в плей-офф), забив 13 голов и не пропустив ни одного мяча. Он продолжал работать главным тренером и ушёл в отставку по состоянию здоровья ещё до старта отборочного раунда чемпионата Азии по футболу среди молодёжи 2016 года, приуроченного к олимпийскому футбольному турниру 2016 года.

### Смерть
Скончался 26 сентября 2016 года от лейкемии в возрасте 52 лет.

## Достижения

### Как игрока
«Юкон Каккири»
- Чемпион Республики Корея (1): 1989
- Обладатель Кубка корейской лиги (1): 1994

### Как главного тренера
Южная Корея (U20)
- Обладатель Кубка Азии (до 20 лет) (1): 2012

 Республика Корея (олимп.)
- Чемпион Азиатских игр (1): 2014